# България на летните олимпийски игри 2000
България се състезава на Летните олимпийски игри 2000 в Сидни, Австралия. Страната изпраща общо 91 спортисти в 16 спорта и печели общо 13 медала – 5 от които златни, заемайки 16-о място в общото класиране.

## Медалисти
| Медал          | Спортист         | Вид спорт          | Дисциплина                |
| -------------- | ---------------- | ------------------ | ------------------------- |
| Златен медал   | Тереза Маринова  | Лека атлетика      | троен скок                |
| Златен медал   | Таню Киряков     | Спортна стрелба    | 50 м пистолет             |
| Златен медал   | Мария Гроздева   | Спортна стрелба    | 25 м пистолет             |
| Златен медал   | Гълъбин Боевски  | Вдигане на тежести | до 69 кг                  |
| Златен медал   | Армен Назарян    | Борба              | класически стил, до 58 кг |
| Сребърен медал | Георги Марков    | Вдигане на тежести | до 69 кг                  |
| Сребърен медал | Румяна Нейкова   | Академично гребане | скул                      |
| Сребърен медал | Алан Цагаев      | Вдигане на тежести | до 105 кг                 |
| Сребърен медал | Петър Мерков     | Кану-каяк          | 1000 м каяк               |
| Сребърен медал | Серафим Бързаков | Борба              | свободен стил до 63 кг    |
| Сребърен медал | Петър Мерков     | Кану-каяк          | 500 м каяк                |
| Бронзов медал  | Йордан Йовчев    | Спортна гимнастика | Халки                     |
| Бронзов медал  | Йордан Йовчев    | Спортна гимнастика | Земя                      |